# Фракийский язык
Фраки́йский язы́к — мёртвый индоевропейский язык фракийцев, входящий в палеобалканские языки. Был широко распространён в древней Фракии — области в юго-восточной Европе (на месте современных Болгарии, Северной Македонии, европейской Турции, частично — Румынии (Добруджа), Греции и Сербии), а также в некоторых регионах Малой Азии. Иногда близким к фракийскому языку считается также дакийский (гетский) язык.
Сохранился в виде серии глосс в древнегреческих источниках. Кроме того, найдено несколько чрезвычайно кратких надписей. Хотя из глосс и надписей и очевиден индоевропейский характер языка и его примерное положение среди других индоевропейских языков, грамматика фракийского языка до сих пор не может быть реконструирована.

## Классификация

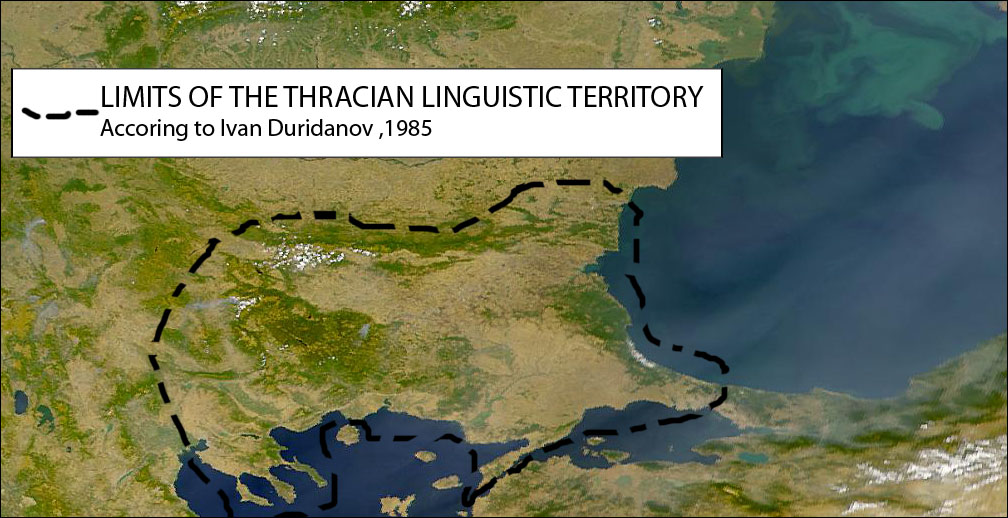
Территория распространения фракийского языка

Выдвигались гипотезы о родстве фракийского с иллирийским, дакийским и фригийским, но в связи с тем, что все эти языки сохранились лишь фрагментарно, данные гипотезы являются малообоснованными.
| Фонетическое изменение | o > a | r > ir, ur (or) l > il, ul (ol) | m > im, um (om) n > in, un (on) | kʷ, gʷ, gʷʰ > k, g (k), g | ḱ, ǵ, ǵʰ > s (p), z (d) | p, t, k > pʰ, tʰ, kʰ | b, d, g > p, t, k | bʰ, dʰ, gʰ > b, d, g | sr > str | tt, dt > st |
| фракийский             | +     | +                               | +                               | +                         | +                       | +                    | +                 | +                    | +        | +           |
| дакский                | +     | +                               | +                               | +                         | +                       | -                    | -                 | +                    | +        | -           |
| балто-славянские       | +     | +                               | +                               | +                         | +                       | -                    | -                 | +                    | -/+      | +           |
| пеласги                | +     | +                               | +                               | +                         | +                       | +                    | +                 | +                    | ?        | ?           |
| албанский              | +     | +                               | -                               | +/-                       | +/-                     | -                    | -                 | +                    | -        | -           |
| германские             | +     | +                               | +                               | -                         | -                       | -                    | +                 | +                    | +        | -           |
| индоиранские           | +     | -                               | -                               | +/-                       | +                       | -                    | -                 | +/-                  | -        | +/-         |
| греческий              | -     | -                               | -                               | -                         | -                       | -                    | -                 | -                    | -        | +           |
| фригийский             | -     | -                               | -                               | -                         | +                       | +                    | +                 | +                    | -        | ?           |
| армянский              | -     | -                               | -                               | -                         | +                       | +                    | +                 | -                    | -        | ?           |
| италийские             | -     | +                               | -                               | -                         | -                       | -                    | -                 | -                    | -        | -           |
| кельтские              | -     | -                               | -                               | -                         | -                       | -                    | -                 | +                    | -        | -           |
| хеттский               | +     | -                               | -                               | -                         | -                       | -                    | +                 | +                    | ?        | ?           |
| тохарский              | +/-   | -                               | -                               | -                         | -                       | -                    | +                 | +                    | -        | ?           |

### Дако-фракийский
Гипотеза, предполагающая сведение фракийского с дакийским в дако-фракийскую (или фрако-дакийскую) группу, либо предполагающая, что они являются двумя диалектами одного языка — панфракийского, была широко распространена до 1950-х, но последняя ныне считается невозможной (по мнению Мэллори) в свете топонимических доказательств: только небольшой процент географических названий к северу от Дуная имеет панфракийские корни. Эта гипотеза, указывающая на тесную связь между фракийским и дакийскими языками, имеет множество приверженцев, в том числе Руссу (1967), Георга Солта (1980), Врациу (1980), Кроссланда, Траска (2000), МакГенри (1993), Михайлову (2008).
Кроссланд (1982) считает, что отличия северной и южной группы диалектов предполагаемого фрако-дакского языка слишком малы для того, чтобы рассматривать их как отдельные языки. По словам Георга Солты (1982), между дакийским и фракийским нет существенной разницы.
В. Георгиев считал, что дакийский и албанский должны быть отнесены к дако-мёзской языковой ветви, а мёзский (термин «мёзский» происходит от племени дако-фракийцев, известного как мёзы или мисы), должен считаться переходным языком между дакийским и фракийским языками. Георгиев утверждал, что дакийский и фракийский — разные языки, с разными фонетическими системами, а его идея поддерживается топонимами, которые заканчиваются на -дава в дакийском и мёзском, в отличие от -пара во фракийских топонимах. Георгиев утверждает, что расстояние между дакийским и фракийским было примерно таким же, как между армянским и персидским языками.
Радулеску (1984) признает, что дако-мёзский обладает определённой степенью диалектической индивидуальности, но утверждает, что между дако-мёзским и фракийским нет фундаментальных отличий. Полме (1982) считает, что доказательства, представленные Георгиевым и Дуридановым, существенны, но недостаточны для определения того, были ли дако-мёзский и фракийский двумя диалектами одного и того же языка или двумя разными языками.
Утверждение Георгиева о том, что албанский является прямым недавним потомком дако-мёзского, в значительной степени основано на спекуляциях с суффиксами от дакийских топонимов, таких, например, как -дава, которые отсутствуют в современной албанской топонимии (за одним исключением).

### Балтский
Балтская принадлежность дакийского и фракийского языков была предположена литовским полиматом Йонасом Басанавичюсом, который привёл список из 600 лексических схождений между фракийским и балтийскими языками и первым исследовал сходство вокальных традиций между литовцами и болгарами. Также он теоретически включил дакийский и фригийский в одну языковую группу, что не было признано другими авторами. Так, например, работы Ивана Дуриданова по языковому анализу показали, что фригийский не имеет параллелей ни в фракийском, ни в балтском языках.
Болгарский языковед Иван Дуриданов в своей первой публикации отмечал, что фракийский и дакийский языки генетически связаны с балтскими языками, а в следующей статье он дает следующую классификацию:
Фракийский язык образует близкую группу с балтским, дакийским и «пеласгийским» языками. Сильнее отдалено его родство с прочими индоевропейскими языками, а именно с греческим, италийскими и кельтскими языками, в которых видны лишь отдельные фонетические сближения с фракийским; родство с тохарским и хеттским тоже является далеким.
Из примерно 200 восстановленных Дуридановым фракийских слов больше всего совпадений (138) имеется в балтских языках, в основном, в литовском, а далее, по убыванию, идут германские (61), индо-арийские (41), греческие (36), болгарские (23), латинские (10), албанский (8) языки. Применение топонимов было предложено для познания культурного влияния. Параллели позволили языковедам, используя технику сравнительного языкознания, определить значения нескольких дакийских и фракийских местоназваний с высокой, по их мнению, правдоподобностью. Из 300 засвидетельствованных фракийских географических названий больше всего параллелей было обнаружено между фракийскими и балтским географическими названиями в работе Дуриданова. Согласно ему, самое важное впечатление — географическое родство балтов и фракийцев:
сходство этих параллелей, часто распространяющихся как на основной элемент, так и на суффикс, производит сильное впечатление
Также он реконструировал дакийские слова и дакийские местоназвания и нашел параллели, в основном, в балтских языках и, в меньшей степени, в албанском языке. Прочие славянские авторы отмечают, что дакийский и фракийский языки имеют много общего с балтской ономастикой, чего нет и в помине со славянской ономастикой, включая однокоренные слова и параллели лексических изоглосс, что подразумевает недавность существования общего предка.
После создания списка названий рек и личных имён с большим количеством параллелей румынский лингвист Мирча М. Радулеску классифицировал дако-мезийский и фракийский языки как балтские языки, образовавшиеся в результате продвижения балтов на юг, а также предложил такую же классификацию для Иллирийского языка.
Венесуэльско-литовский историк Юрате Росалес классифицирует дакский и фракийский как балтские языки.
Американский лингвист Харви Майер считает дакский и фракийский языки наиболее близкими к балтским. Он утверждает, что имеет достаточно доказательств для классификации их как балтоидных или, по крайней мере, «балтско-подобных» языков/диалектов, и классифицирует дакский и фракийский языки как «расширенный балтский». Майер утверждает, что он извлек однозначные доказательства того, что дакский и фракийский ближе к литовскому, чем к латышскому.
Наконец, я обозначаю фракийский и дакский как восточнобалтские… Подгоняя особые дакские и фракийские черты (которые я выявил из списков Дуриданова) к балтским образцам изоглосс, я определил дакский и фракийский как Юго-Восточную ветвь балтского. Южная, потому что, как и старый прусский, они не изменяют дифтонгов ei, ai, en, an (Северные балтские — литовский и латышский, показывают различные проценты ei, ai -> ie и en, an -> ę, ą (-> ē, ā) в литовском языке, и ie, uo в латышском языке). Восточные, потому что дакское слово žuvete (теперь в румынском написании juvete) имеет ž, а не z, как в Западных балтских, и фракийское слово pušis (латинско-греческая транскрипция показывает pousis, который, я считаю, отражает -š-) с нулевой степенью puš-, как в литовском pušìs, а не с e-степенью *peuš-, как в прусском peusē. Нулевой класс в этом слове — восточный балтский, e-класс здесь — западный балтский, в то время, как другое слово для «сосны, вечнозеленые», preidē (прусский и дасианский), priede (латышский), является маргинальным в литовском языке, совпадая с отсутствием *peus- в латышском.

### Фригийский
Гипотеза о родстве фракийского с фригийским была популярна до 1980-х годов и основывалась на взглядах, высказанных Томашеком и Кречмером. В прошлом фригийский, как и фракийский, считался языком группы сатем из-за ассибиляции в таких словах, как αζήν ‘подбородок’, ζέλκια ‘капуста’. Также ссылались на сообщения Геродота о фракийском племени бригов и о том, что фригийцы и фракийцы поклонялись одним и тем же богам — Дионису, Кибеле/Матери-Земле и Сабазию. О «фрако-фригийском языке» говорил отец болгарской фракологии Гаврил Кацаров, который включил в эту группу и армянский язык, основываясь на сообщении Геродота о колонизации фригийцами Армении. Владимир Георгиев первоначально говорил о взаимосвязи на уровне ветвей между фрако-дакийским и фригийским языками, но позже скорректировал точку зрения, заявив, что фракийский отличается от фригийского так же, как греческий отличается от албанского.
Среди современных исследователей гипотеза о родстве фригийского с фракийским не находит поддержки.

## Письменность
Фракийский записывался греческим, а позднее и латинским алфавитом.

## История языка
Фракийцы упоминаются уже у Гомера (как союзники троянцев), а позднее Геродот назвал их вторым по численности народом после индийцев. В V веке до н. э. фракийцам удалось создать собственное государство, которое, однако, уже в следующем веке было завоёвано македонцами. Начиная со II века до н. э., Фракию постепенно начинают завоёвывать римляне. В VI веке н. э. во Фракии поселяются славяне, чей язык и вытеснил фракийский. В качестве доказательства того, что фракийский язык сохранялся вплоть до появления славян, а не был ранее ассимилирован греческим, рассматривается то, что название города Пловдив восходит к фракийскому Pulpuldeva, а не др.-греч. Φιλιππούπολις.
Фракийский дошёл до нас в виде нескольких коротких надписей (начиная с V века до н. э.), личных имён и топонимов в греческих и латинских текстах, а также 80—90 глосс у Гессихия и Фотия, лишь около 30 из которых является достоверно фракийскими.
Возможно, фракийское происхождение имеют некоторые заимствования в балканских языках, однако идентифицировать такие слова довольно тяжело.

## Лингвистическая характеристика

### Фонетика и фонология
Фракийский сохранил без изменения праиндоевропейские гласные i, e, a, u, ī, ē, ā, ō и ū. Праиндоевропейские o и ə перешли в a. Из дифтонгов сохранились aɪ̯, eɪ̯ и aṷ.
Фракийские взрывные согласные пережили сдвиг, подобный прагерманскому закону Гримма: p, t, k перешли в pʰ, tʰ, kʰ; b, d, g дали p, t, k, а bʰ, dʰ, gʰ перешли в b, d, g.
Фракийский является сатэмным языком, то есть праиндоевропейские палатовелярные k̑, ĝ, ĝʰ в нём перешли в спиранты s/þ и z/đ.

### Морфология
Морфология практически не реконструируется, известно, что существительное склонялось по падежам, имелись, как минимум, именительный, родительный, дательный и местный падежи.

## История изучения
Начало изучению фракийского языка положили В. Томашек и Д. Дечев. В дальнейшем в этой сфере активно работали В. Георгиев, В. Бешевлиев, И. Дуриданов, К. Влахов, Й. Руссу, А. Врачу.

## Пример текста
Кёлменская надпись.
| Оригинал                                                        | Транслитерация                                                                          | Перевод |
| --------------------------------------------------------------- | --------------------------------------------------------------------------------------- | --- |
| ΕΒΑΡ ΖΕΣΑΣΝ ΗΝΕΤΕΣΑ ΙΓΕΚ Α ΝΒΛΑΒΑΗΓΝ ΝΥΑΣΝΛΕΤΕΔΝΥΕΔΝΕΙΝΔΑΚΑΤΡ Σ | Ebar Zes(a) aśn ΗΝ etesa igek. a N blabahe gn! N ua(s) sn letedn ued(n), ne in dakatr ś | Эбар (сын) Зесы/Зесаса, я жил здесь 58 лет Не повреждай этой (могилы)! Не оскверняй самого этого покойника, чтобы он не сделал тебе этого (= того же самого)! |